# Habranthus gameleirensis
Habranthus gameleirensis är en amaryllisväxtart som beskrevs av Pierfelice Ravenna. Habranthus gameleirensis ingår i släktet Habranthus och familjen amaryllisväxter. Inga underarter finns listade i Catalogue of Life.